# Luigi Casola
Luigi Casola (Busto Arsizio, Llombardia, 11 de juliol de 1921 – Certosa di Pavia, 6 d'abril de 2009) va ser un ciclista italià, que fou professional entre el 1946 i el 1961. Bon velocista, les seves principals victòries foren el Giro del Veneto del 1945 i el 1950, la Coppa Agostoni del 1946, quatre etapes al Giro d'Itàlia, la Coppa Placci del 1948, la Milà-Torí del 1949 i la Coppa Bernocchi del 1951.
A banda del ciclisme en carretera també va practicar el ciclisme en pista, especialment curses de Sis Dies. El 1960 es traslladà a Mèxic, on es feu càrrec de la direcció del velòdrom de la seva capital, on Ole Ritter i Eddy Merckx van conquerir el rècord de l'hora. El 2003 va tornar a Itàlia, on va morir, el 2009.

## Palmarès
- 1945
  - 1r al Giro del Veneto
- 1946
  - 1r al Piccolo Giro di Lombardia
  - 1r a la Coppa Agostoni
  - 1r a la Coppa San Geo
- 1948
  - 1r al Giro di Campania
  - 1r a la Coppa Placci
  - Vencedor de 2 etapes al Giro d'Itàlia
- 1949
  - 1r a la Milà-Torí
  - Vencedor d'una etapa al Giro d'Itàlia
- 1950
  - 1r a Bordighera
  - 1r al Giro del Veneto
- 1951
  - 1r a la Coppa Bernocchi
  - Vencedor d'una etapa al Giro d'Itàlia

### Resultats al Giro d'Itàlia
- 1946. Abandona
- 1947. 34è de la classificació general
- 1948. Abandona. Vencedor de 2 etapes
- 1949. Abandona. Vencedor d'una etapa
- 1950. 70è de la classificació general
- 1951. 52è de la classificació general. Vencedor d'una etapa
- 1952. 65è de la classificació general
- 1953. Abandona